# Tobere
Tobere è un villaggio del Botswana situato nel distretto Nordoccidentale, sottodistretto di Ngamiland West. Il villaggio, secondo il censimento del 2011, conta 448 abitanti.

## Località
Nel territorio del villaggio sono presenti le seguenti 2 località:
- Tobere 3 di 3 abitanti,
- Tobere 4 di 24 abitanti